# Jože Bertoncelj (duhovnik)
Jože Bertoncelj, slovenski duhovnik, * 5. julij 1925, Kovor, Tržič, Slovenija, † 5. april 2016, Ljubljana, Slovenija.
V svoji dolgi karieri je bil duhovnik, katehet, župnik in papeški prelat.
Leta 1964 je začel katoliško otroško revijo Mavrica, ter bil njen prvi urednik vse do leta 1996.